# منتخب السويد لكرة القدم الشاطئية
منتخب السويد لكرة القدم الشاطئية  هو ممثل السويد الرسمي في المنافسات الدولية في كرة القدم الشاطئية 
، يديريه اتحاد السويد لكرة القدم.